# 关文镇
关文镇，是中华人民共和国四川省南充市西充县下辖的一个乡镇级行政单位。2019年10月，撤销紫岩乡，将其所属行政区域划归关文镇管辖。

## 行政区划
关文镇下辖以下地区：
关文村、会元宫村、回龙宫村、燕子垭村、长路垭村、踏水桥村、太极宫村、祈嗣庵村、九联洞村、走马岭村、石坝子村、杜家桥村和金龙寺村,堰塘沟村、洞宾山村、朱华沟村、纪公庙村、歇马桥村、太平寺村、观音庙村、胥家湾村、油井寺村、何家嘴村和龙洞山村。